# X Neural Switcher
X Neural Switcher (xneur) — программа для автоматического переключения между раскладками клавиатуры для X Window System. В общей сложности, программа поддерживает восемнадцать языков, в том числе русский, английский, украинский и белорусский. Программа в фоновом режиме анализирует вводимые пользователем символы и, если их последовательность не характерна для текущего языка, переключает раскладку и переписывает последнее слово. Например, если случайно набрать «Dbrbgtlbz», то программа автоматически исправит слово на «Википедия».
Для необычных слов пользователь может сам расширить словарь программы. Есть возможность вручную указать программе исправить раскладку последнего слова, нажав по умолчанию Break. Автоматический режим можно отключить, оставив только ручной.
X Neural Switcher разделена на 2 части:
- Сервер xneur, который работает в фоне как демон и реализует все возможности программы. Настраивать его можно с помощью конфигурационных файлов. Для работы требует только X Window System.
- Графический интерфейс gxneur, который предоставляет удобный способ настройки и управления xneur. Написан с использованием библиотек GTK+.

kXNeur, графический интерфейс для KDE больше не поддерживается разработчиками. В скором времени планируется создание нового интерфейса Qxneur, который будет написан с использованием только Qt.
Программа присутствует в репозиториях ALT Linux, Linux Mint, русского клуба SuSE, Debian, портах FreeBSD, частных репозиториях Ubuntu и Fedora и пользовательских репозиториях (AUR) Archlinux.
В настоящее время на сайте разработчика информация о состоянии проекта отсутствует. Последняя версия 0.20.0 датируется  23 ноября 2016 года.